# Liste des musées des Bouches-du-Rhône
La liste des musées des Bouches-du-Rhône présente les musées du département français des Bouches-du-Rhône. Plusieurs d'entre eux ont été labellisés musée de France, et la plupart sont concentrés dans les villes de Marseille, d'Aix-en-Provence, et d'Arles.